# Rihanna
Rihanna   (Saint Michael, 20 de febrer de 1988) nom artístic de Robyn Rihanna Fenty, és una cantant, empresària, dissenyadora de moda, actriu, model i escriptora barbadiana.
És coneguda per fusionar gèneres caribenys amb la música pop i per reinventar la seva imatge a través dels anys. El seu impacte en la cultura popular l'ha portat a convertir-se en una icona tant de la música com de la moda, per això molts s'hi refereixen com la «princesa del R&B» i «reina de la moda». Rihanna és considerada una de les artistes musicals més influents i reeixides del segle xxi.
Va començar la seva carrera l'any 2003, quan va fer una audició pel productor musical Evan Rogers. Més endavant, firmaria un contracte de sis àlbums amb Def Jam. Rihanna va adquirir fama mundial desprès del llançament del seu tercer àlbum Good Girl Gone Bad (2007). Posteriorment va continuar expandint la seva discografia, incorporant nous gèneres musicals amb el llançament de Rated R (2009), Loud (2010), Talk That Talk (2011), Unapologetic (2012) i Anti (2016).
La seva música té influències R&B, Reggae, Dancehall i Dance. S'ha fet coneguda arreu del món i moltes de les seves cançons es troben entre els senzills més venuts del món incloent-hi èxits com «Pon de Replay», «S.O.S. (Rescue Me)» «Unfaithful», «Umbrella», «Don't Stop the Music» i especialment «We Found Love», «Diamonds», «Stay», «What Now», «FourFiveSeconds» i «Work». El seu treball musical ha estat reconegut amb nombrosos premis Grammy, Billboard Music Awards, Premis Brit, American Music Awards, entre d'altres.
Rihanna es va consolidar com a empresària després del llançament d'una línia de cosmètics Fenty Beauty (2017).
Els productes van generar ingressos de més de 570 milions de dòlars, mentre que la companyia està valorada en una quantitat de 3.000 milions de dòlars. Després del gran èxit dels seus productes de bellesa, va treure una línia de llenceria anomenada SavagexFenty. A més, l'any 2019 va establir una primera casa de moda, Fenty, com a part de LVMH. Els productes han rebut una bona acollida a nivell internacional, no només per al seu èxit comercial, sinó també per la seva inclusió i diversitat. Pel seu impacte en el món de la moda el consell de dissenyadors de Moda d'Amèrica li va atorgar el «Premi Icona».
Amb més de 275 milions de produccions musicals distribuïdes a tot el món, Rihanna és una de les deu artistes més venudes de tots els temps. A més a més, és l'artista amb més vendes digitals de tots els temps, de manera que va establir una marca en el Llibre Guinness dels rècords. L'artista va aconseguir col·locar els catorze senzills número u en el Billboard Hot 100, i així es va convertir en la tercera artista amb més cançons en aquesta posició. Spotify li va atorgar el títol de l'artista femenina més escoltada de tots els temps. La revista Billboard la va anomenar «artista digital» de la dècada dels 2000, «artista Hot 100» de la dècada del 2010 i «artista mainstream» més important dels últims 20 anys. Les revistes Forbes i Time han anomenat a la cantant com una de les celebritats més poderoses i influents del món. Rihanna va ser guardonada amb el «Premi Ícona» a la gala dels American Music Awards, l'any 2013, per la seva trajectòria i contribució al món de la música. En els MTV Video Music Awards de 2016 la cantant va rebre el premi Michael Jakson Video Vanguard Award, un reconeixement que es dona a músics que han tingut un gran impacte en la denominada «cultura MTV», a través de la seva discografia i videografia.
Resideix a Los Angeles. És l'artista amb més visualitzacions al Youtube, on ja n'acumula més de sis mil milions. Ha rebut una gran quantitat de premis, entre els quals els d'Icona de la Música i Icona de la Moda.

## Biografia

### 1988–2004: Primers anys i inicis de la seva carrera
Rihanna va néixer el 20 de febrer de 1988 a la ciutat de Saint Michael, a l'illa caribenya de Barbados. Filla de Monica Braithwaite i Ronald Fenty, té elements d'ascendència afrobarbadenca, afroguaianesa i irlandesa. Rihanna té dos germans, Rorrey i Rajad Fenty, tres germanes i un germà per part de pare. Va créixer en un bungalou de tres habitacions a Bridgetown i venia roba al carrer amb el seu pare. No va passar una infància gaire agradable, ja que va estar afectada per l'alcoholisme del seu pare i l'addicció al crac, i això es va veure reflectit en la inestabilitat del matrimoni dels pares. El seu pare solia pegar a la seva mare i ella intentava intervenir per aturar les baralles.
Quan era petita, constantment li feien tomografies computeritzades pels intensos mals de cap que tenia ("Els metges inclús pensaven que era un tumor de tan intens"). Quan tenia 14 anys, els seus pares ja s'havien divorciat i la seva salut va començar a millorar. La cantant va créixer escoltant música reggae. Va assistir a l'escola primària Charles F Broome Memorial i a l'escola secundària Combermere, on va estudiar juntament amb els futurs jugadors internacionals de cricket Chris Jordan i Carlos Brathwaite. Rihanna era cadet de l'exèrcit en un programa submilitar on la cantant i compositora Shontelle Layne va ser la seva sergent. Tot i que inicialment volia graduar-se de l'escola secundària, va escollir seguir la seva carrera musical.
L'any 2003, Rihanna va formar un trio musical amb dues de les seves companyes de classe. Evan Rogers es va interessar per ella quan es trobava a Barbados. Es van conèixer el desembre de 2003 a través d'amics mutus de l'esposa de Rogers i Rihanna. Mentre la parella es trobava de vacances a l'illa, una amiga de Rihanna va dir a la dona de Rogers que ella aspirava a cantant. El «Girl Group» va aconseguir una audició amb Evan Rogers. Rogers va comentar: "quan va entrar Rihanna a l'habitació va ser com si les altres dues noies no existissin". Durant l'audició Rihanna va cantar “Emotion” de Destiny’s Child i “Hero” de Mariah Carey. Impressionat, Rogers va programar una segona reunió amb la mare de Rihanna també present. Més tard el productor musical la va convidar a la seva ciutat natal als Estats Units per a gravar una maqueta, que seria enviada posteriorment a diferents companyies discogràfiques, entre elles Def Jam, que, després d'escoltar-la, va contractar Rihanna. Posteriorment Rihanna va gravar la maqueta a estones, atès que només podia gravar fora de classes. "Pon de Replay" i "The last Time" van ser dues de les cançons gravades per a la maqueta i finalment van ser incloses en el seu àlbum debut, Music of the sun.
L'any 2004 Rihanna va guanyar un concurs de talents i el concurs de bellesa de la secundària Comberme. Se la va reconèixer com la més fotogènica i la millor vestida del certamen. Abans de completar les seves maquetes va firmar amb SRP, la companyia d'Evan Rogers el productor de Carl Sturken. Allà li van assignar un advocat i un mànager. A finals del 2004 la seva maqueta va ser distribuïda a diverses companyies discogràfiques d'arreu del món. La seva maqueta va ser rebuda a la discogràfica anomenada Def Jam Recordings, on Jay Brown, un executiu A&R va se un dels primers en escoltar-la. Brown li va fer arribar la maqueta al raper Jay-Z qui recentment havia sigut anomenat president i CEO de Def Jam. Quan Jay Z va escoltar per primera vegada la cançó «Pon de Replay» va sentir que era una gan cançó això va fer que convides a la cantant a una audició per a la companyia.  Al febrer de 2005, Rihanna va fer una audició a Nova York, on Jaz –Z  li presentà L.A Reid. En l'audició va cantar «For the Love of You» de Withney Houston, així com les cançons «Pon de Replay» i «The Last Time». Després de cantar «Pon de Replay», Jay –Z estava completament segur que la volia dins de Def Jam. L.A Reid també va quedar impressionat amb la seva audició. Reid desprès comentà a Jay –Z que no deixaria que Rihanna se n'anés sense que firmés amb la discogràfica. Finalment, Jay-Z i el seu equip van arribar a un acord de gravació de sis discos. Rihanna va esperar a l'oficina de Jay-Z, fins a les tres del matí perquè els advocats redactessin un contracte perquè volien evitar que firmés amb una altra companyia. Recordant l'audició i la reunió amb Jay-Z, Rihanna va explicar: la primera vegada que vam arribar, estava tremolant. «Mai havia conegut a cap celebritat, tenir una audició i una reunió al mateix temps… estava histèrica. Però el moment  en que vaig entrar a la oficina, va ser totalment diferent… l'ambient era molt càlid i amable, el nerviosisme se'n va anar immediatament». Rihanna va cancel·lar les reunions amb altres discogràfiques i es va traslladar de Barbados als Estats Units a viure amb Rogers i la seva dona. Durant aquest temps, Reid i Jay-Z van firmar a una altra artista i cantautora nomenada Teairra Mari i el cantautor Ne-Yo. La companyia discogràfica va organitzar un esdeveniment per introduir els seus artistes més recents, on Rihanna, Mari i Ne-Yo van cantar.

### 2005-2008: Primers èxits, nova imatge i fama internacional
Després de firmar amb la Def Jam, Jay-Z i el seu equip van fer l'A & R per a l'àlbum debut de Rihanna. Posteriorment va passar els següents tres mesos gravant i completant el seu primer material discogràfic. Va treballar amb diferents productors, principalment amb Rogers i el seu soci de producció Carl Sturken.«Pon de Replay» va ser escollit com el primer senzill, ja que semblava ser la cançó més adequada per a l'estiu. Al maig de 2005, «Pon de Replay» va ser llançat obtenint èxit en moltes llistes musicals arreu del món. Va aconseguir els primers cinc llocs en quinze països, inclòs el número dos en el Billboard Hot 100 i el UK Singles Chart. La cançó es va convertir en un gran èxit en els clubs dels Estats Units, aconseguint el número u en la llista Hot Dance Club Songs. Va ser descrit com «un tros de rosella del dancehall i reggae amb tocs de jazz» per la revista Rolling Stone. Aquest mateix mes, va aparèixer a la cançó «The One» amb el raper per a l'àlbum 534.

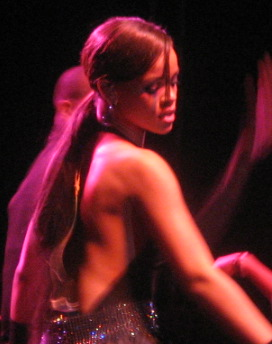
Rihanna cantant durant el KISS-FM Jingle Ball, 2006.

«Music of the Sun», va sortir l'agost de 2005. Va debutar en el número deu en el Billboard 200 i va rebre una certificació d'or per l'Associació de la indústria discogràfica dels Estats Units (RIAA per les sigles en anglès). L'àlbum va vendre més de dos milions de còpies a tot el món. «Music of the Sun» va rebre crítiques mixtes; Rolling Stone li va donar dues estrelles i mitja de cinc. Va descriure l'àlbum com mancat de repeticions, enginy i ritme.Sal Cinquemani de Slant Magazine va descriure l'àlbum com un excés de R & B juvenil i el seu primer senzill com una barreja de dancehall i pop que li deu molt a «Baby Boy »de Beyoncé. Es va promoure el disc cantant en la pre-gala dels MTV Video Music Awards de 2005 i en el KIIS-FM Jingle Ball. El segon senzill,« If It 's Lovin' that You Want », no va tenir tant d'èxit com el seu predecessor, però va arribar als deu primers llocs de llistes aa països com Austràlia, Irlanda i Nova Zelanda.
Un mes després del llançament del seu primer àlbum, Rihanna va començar a treballar en el seu segon àlbum d'estudi.« A Girl Like Me» ser llançat a l'abril de 2006. L'àlbum va ser un èxit comercial, posicionant-se entre els deu primers llocs en tretze països. Va aconseguir el número u al Canadà i el número cinc al Regne Unit i Estats Units. En aquest últim va vendre 115 000 còpies durant la seva primera setmana. El seu primer senzill, «SOS», va ser un èxit internacional aconseguint les primeres cinc posicions en onze països, incloent Canadà, Alemanya, Nova Zelanda i el Regne Unit. La cançó va aconseguir el número u en el Billboard Hot 100 i a Austràlia.«Unfaithful», el segon senzill, va arribar als primers deu a divuit països, inclòs el número u al Canadà i Suïssa.«We Ride» i « Break It Off », aquesta última amb Sean Paul, també van ser llançats com senzills. Després del llançament de l'àlbum, Rihanna va començar la seva primera gira, Rihanna: Live In Concert Tour.
A principis de 2007, Rihanna va començar a treballar en el seu tercer àlbum d'estudi «Good Girl Gone Bad». Enfocat cap a una nova direcció musical, a través de cançons dance produïdes per Timbaland, Will.i.am i Sean Garrett. El material discogràfic va ser llançat al maig d'aquell mateix any. Es va posicionar en el número dos a Austràlia i els Estats Units, i va encapçalar les llistes a diversos països, incloent Brasil, Canadà, Irlanda, Japó, Rússia i el Regne Unit. «Good Girl Gone Bad», fins al moment, havia rebut les crítiques més positives de la seva carrera. El primer senzill, «Umbrella», va encapçalar les llistes en tretze països i, es va mantenir número u al Regne Unit durant deu setmanes consecutives. Va ser el primer senzill de Rihanna en aparèixer entre senzills més venuts al món, amb més de 6.600.000 de còpies. Les cançons «Shut Up and Drive», «Hate That i Love You» (amb Ne-Yo) i «Don't Stop the Music» també van ser llançats com a senzills. En suport de l'àlbum Rihanna va començar el «Good Girl Gone Bad Tour » al setembre de 2007, amb 80 shows entre Amèrica del Nord i Europa. Rihanna va ser nominada per a diversos Premis Grammy el 2008, guanyant millor col·laboració de rap / cantada.
Al llarg de 2008, Rihanna es va unir al «Glow in the Dark Tour» al costat de Kanye West, Lupe Fiasco i NERD. Va llançar «Good Girl Gone Bad»: Reloaded amb tres cançons addicionals: «Disturbia» que va ser número u en el Billboard hot 100 també ho són «Take a Bow» i «If i Never See Your Face Again» (amb Maroon 5). Posteriorment les tres cançons van ser llançats com senzills. A finals de 2008, va llançar «Good Girl Gone Bad: The Remixes». Va col·laborar amb el raper T.I. en la cançó «Live Your Life». El senzill va arribar als deu primers llocs en tretze països, arribant número u en el Billboard Hot 100. També aquell any, Rihanna va actuar com a personatge principal en el vídeo musical del senzill «Paranoid», de Kanye West. També va col·laborar amb Jay-Z i Kanye West a la cançó anomenada«Run This Town», aconseguint, el número dos en el Billboard Hot 100 i va arribar als primers deu llocs en altres deu països.

### 2009-2010: Agressió i re-invenció musical
La relació romàntica de Rihanna amb Chris Brown va començar el 2008 i va acabar per una agressió per part del cantant l'any 2009. Al voltant de les 12:30 del migdia del 8 de febrer de 2009, Rihanna i la seva parella Chris Brown van tenir una discussió que va arribar fins i tot a violència física, deixant a Rihanna amb lesions visibles a la cara que van requerir hospitalització. Brown es va entregar a l'estació de Wilshire, de la policia de Los Angeles a les 6:30 de la tarda, i va ser arrestat sota sospita de fer amenaces criminals. Després de l'arrest de Brown, la presentació de Rihanna a l'entrega dels 51ens Premis Grammy va ser cancel·lada. L'informe de la policia no va esmentar la víctima de l'incident com a part de la seva política de privacitat, però van ser els mitjans qui van revelar que la víctima era Rihanna.
L'organització STOParazzi va proposar la «Llei de Rihanna», que, en cas d'aprovar-se, dissuadiria els treballadors d'organitzacions encarregades de fer complir la llei a no mostrar fotos o informació que exploti les víctimes de gènere. Gil Kaufman de VH1 va informar que l'accés sense interrupcions del cas Rihanna / Brown va plantejar una sèrie de qüestions relacionades amb la privacitat de les víctimes de la violència domèstica, inclosa la decisió de gairebé tots els principals mitjans de notícies a divulgar la identitat de la víctima i es va discutir la polèmica distribució de la fotografia filtrada. El 5 de març de 2009, Brown va ser acusat de delicte greu d'agressió i amenaces criminals. Va ser processat el 6 d'abril de 2009 i es va declarar no culpable pels càrrecs d'agressió i amenaces criminals. Rihanna va ser citada a declarar a l'audiència preliminar a Los Angeles el 22 de juny de 2009. Aquest mateix dia, Brown es va declarar culpable de delicte greu i va acceptar un acord de la fiscalia. Va rebre cinc anys de llibertat condicional i se li va ordenar romandre cinquanta iardes (46 metres) de distància de Rihanna, menys en els actes públics que es reduiria a deu iardes (nou metres). Diverses organitzacions en contra de la violència domèstica van criticar l'acord de culpabilitat, advocant que el càstig no era prou greu per al delicte que s'havia comés.
Al novembre de 2009, Rihanna va parlar per primera vegada sobre l'agressió en una entrevista per Good Morning America. Durant l'entrevista, la cantant va descriure l'incident com «humiliant i traumatitzant». A més d'expressar-se sobre el que ha passat, Rihanna va parlar sobre l'abusiva relació dels seus pares: «Ells tenien una relació molt abusiva. El meu pare era l'abusador. La pegava en nombroses ocasions... va ser com... no vull dir que era normal, però no va ser una sorpresa quan va succeir. Ella mai va anar a l'hospital... una vegada, ell li va trencar el nas. La violència domèstica és una cosa que la gent no vol que ningú ho sàpiga. » Al febrer de 2011, a petició de l'advocat de Brown i amb el consentiment de Rihanna, la jutgessa Patricia Schnegg va modificar l'ordre de restricció que permetria als cantants aparèixer en els mateixos esdeveniments. El dia 1 de novembre de 2012, es va citar a Chris Brown al tribunal per determinar si hi havia o no violat la seva llibertat condicional després d'haver assistit a la mateixa festa que Rihanna, vestit com un terrorista islámic.

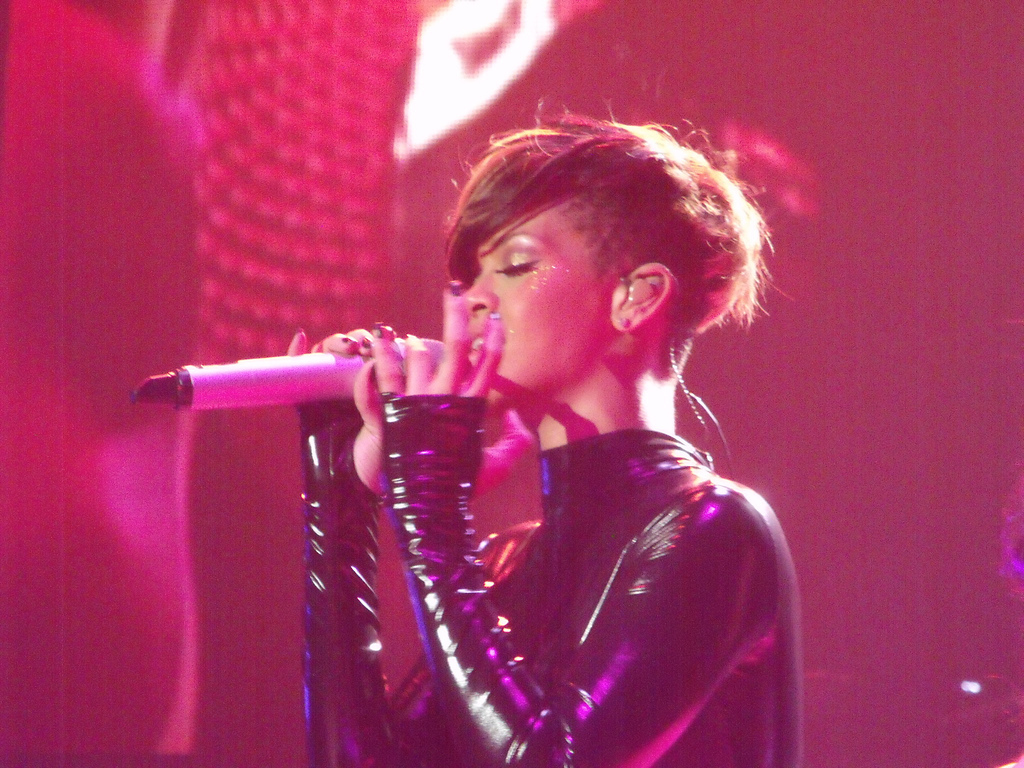
Rihanna cantant a la gira Last Girl On earth Tour.

El 2009, Rihanna va començar a treballar en el seu quart àlbum d'estudi, «Rated R». El disc va ser llançat al novembre de 2009, i va ser descrit per la revista Rolling Stone com un dels millors discos pop de l'any. L'àlbum va debutar en el número quatre en el Billboard 200 i va ser certificat platí per la RIAA per les de més d'un milió de copies. El seu primer senzill, «Russian Roulette», va aconseguir el número u a Noruega i Suïssa. També va entrar entre els primers deu llocs en setze països. El segon senzill, «Hard», solament va ser llançat als Estats Units. No obstant això, a més d'arribar d'entre els deu primers al país, també va entrar en llistes musicals d'altres països com Austràlia, Canadà, Nova Zelanda i el Regne Unit. «Rude Boy», es va convertir en el major èxit de l'àlbum, va encapçalar la llista Billboard Hot 100 durant cinc setmanes. «Rockstar» i «Te Amo» van ser llençats com a senzills, tot i que cap dels dos va emular l'èxit del seu predecessor. «Rated R: Remixed» va ser llançat a la primavera de 2010 i va comptar amb deu cançons remixes de l'àlbum, fetes per Chew Fu. Posteriorment, amb més de 57 espectacles, Rihanna va començar la gira The Last Girl On Earth Tour.
L'estiu de 2010, Rihanna va col·laborar amb el raper Eminem en el tema «Love the Way You Lie». La cançó va aconseguir el número u en més de vint països. Va ser el setè número u de Rihanna als Estats Units, i això va convertir-la en la cinquena artista femenina amb més posicions un en el Hot 100. Aconseguí el número dos al Regne Unit i es va convertir en la cançó més venuda de 2010 d'aquest país. Va col·laborar en la cançó «All of the Lights» al costat de John Legend, The-Dream, Elly Jackson, Alicia Keys, Fergie, Kid Cudi i Elton John.
«Loud», el seu cinquè àlbum d'estudi, va ser llançat al novembre de 2010. El seu primer senzill «Only Girl (In the World)», va aconseguir el número u en quinze països, entre els quals Austràlia, Canadà, Regne Unit i els Estats Units. El segon senzill de l'àlbum, «What 's My Name?» (amb Drake) també es va posicionar en el número u als Estats Units i al Regne Unit. En aquest últim, Rihanna va ser la primera artista femenina a tenir cinc senzills número u en cinc anys consecutius. La cançó va aconseguir el número u en el Billboard Hot 100 abans que «Only Girl (In the World)», de manera que va ser la primera vegada a la història que el primer senzill arribà a aquesta posició després del segon. El tercer senzill, «S & M», va aconseguir ser número u als Estats Units després de la publicació del seu remix amb Britney Spears. Va ser el desè número u de Rihanna en el Hot 100, empatant amb Janet Jackson en el quart lloc de les solistes femenines amb més números u. Amb només quatre anys, onze mesos i dues setmanes entre el primer i desè número u en la llista, Rihanna va establir un rècord com l'artista que més ràpid ha aconseguit deu cançons número u.

### 2011-2012: Èxit musical i debut al cinema

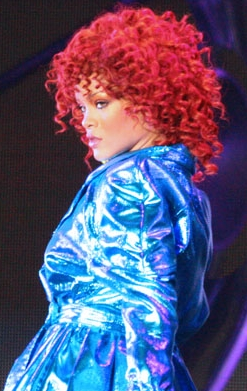
Rihanna, LOUD Tour, Minneapolis

Al febrer de 2011, «Only Girl (In the World)», va guanyar el premi a la Millor Gravació Dance en els Premis Grammy.«Cheers (Drink to That)» va ser llançat com el sisè i últim senzill de l'àlbum, aconseguint els vint primers en el Regne Unit i en els deu primers als Estats Units.Al juny de 2011, Rihanna va començar la seva gira Loud Tour amb deu nits completament venudes al The O2 Arena a Londres. Es va convertir en l'artista femenina amb més espectacles venuts en la història de la localització. La gira va ser la setena gira més taquillera de l'any a tot el món. Els tres últims concerts, a Londres, van ser filmats per a l'àlbum de vídeo titulat Loud Tour Live at the O2. Posteriorment, a l'octubre de 2011 va ser llançada com a senzill la cançó «Fly» de Nicki Minaj costat de Rihanna.
Talk That Talk va ser llançat al novembre de 2011. L'àlbum va debutar en el número tres en el Billboard 200 amb 198.000 còpies i arribant a ser el número u al Regne Unit, venent 163 000. El primer senzill, «We Found Love», va encapçalar les llistes en vint països d'arreu del món, entre els deu primers a trenta països. Va encapçalar la llista Billboard Hot 100 durant deu setmanes no consecutives, i va convertir-se en el senzill de la cantant amb més setmanes en el número u i el número u de més llarga durada de 2011. Més tard la cançó va ser classificada en vintè lloc a la llista dels més grans èxits de tots els temps en el Hot 100. «You Da One» i «Talk That Talk»(amb Jay- Z) van ser llançats com el segon i tercer senzill de l'àlbum tenint un èxit moderat. «Where Have You Been», en canvi, va aconseguir èxit internacional, aconseguint el número cinc en el Hot 100 i sis en el Regne Unit. «Cockiness (Love It)» va ser llançat com a sisè i últim senzill de l'àlbum amb un remix, amb el raper ASAP Rocky.

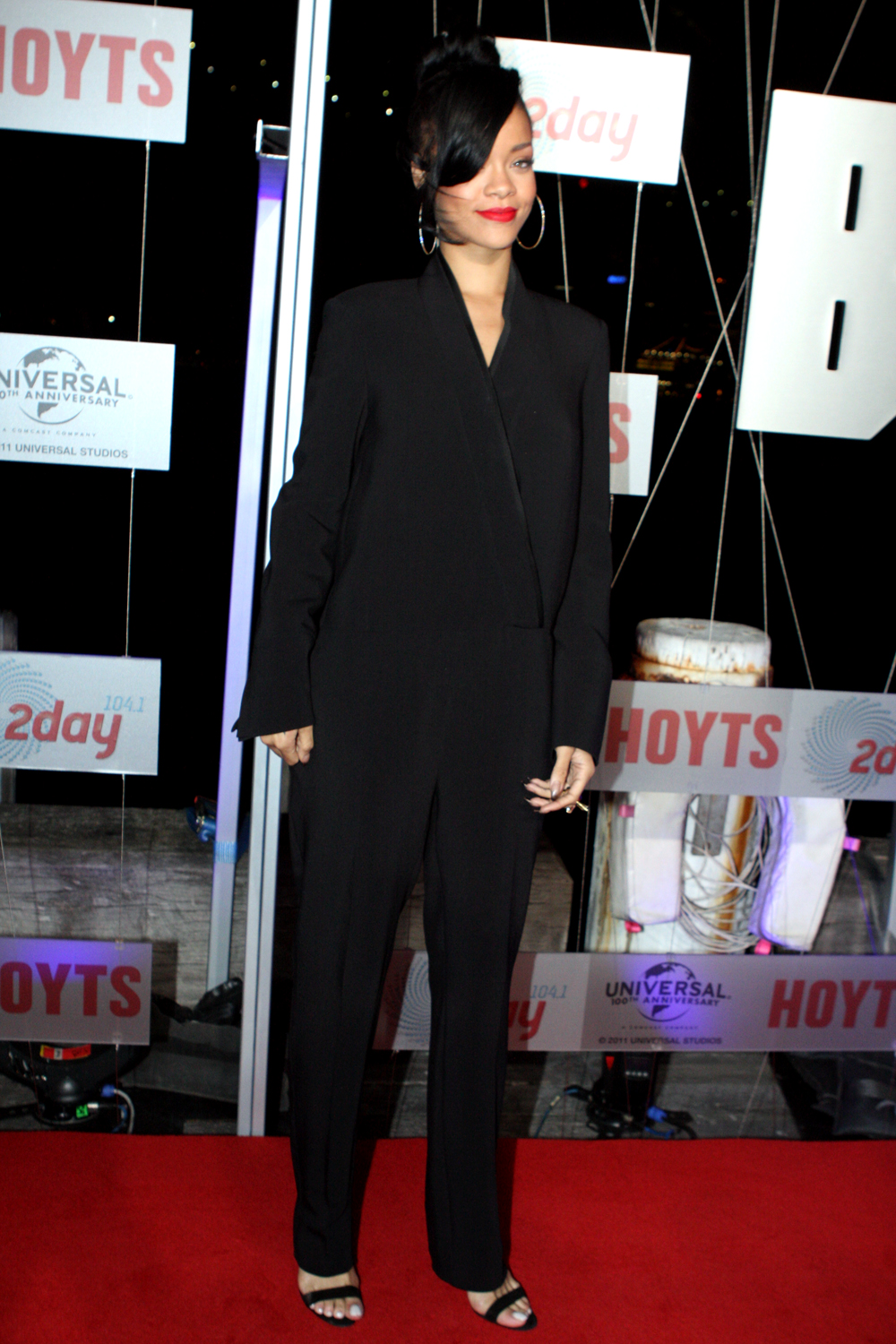
Rihanna patrocinant Battleship a Sidney. Abril,2012

A principis de 2012, Rihanna va realitzar dues col·laboracions van ser llançades: «Princess of China» de Coldplay i «Take Care» de Drake. La cantant, va ser triada com a millor artista internacional femenina en els Brit Awards, per segon any consecutiu. El març de 2012 també va realitzar dos col·laboracions entre Rihanna i Chris Brown: un remix de «Birthday Cake» i «Turn Up the Music». Les cançons van rebre respostes principalment negatives a causa del cas de violència domèstica entre la parella. Al setembre de 2012, «We Found Love», va guanyar el MTV Video Music Award per millor vídeo de l'any, de manera que Rihanna es va convertir en la primera dona en rebre el guardó per segona vegada consecutiva.
A part del seu treball dedicat a la música, Rihanna va interpretar la suboficial (GM2) Cora Raikes en la pel·lícula Battleship, llançada el 18 de maig de 2012. La pel·lícula està basada en el joc de taula Batalla naval. A més de Rihanna, el repartiment de Battleship està format per Taylor Kitsch, Brooklyn Decker, Liam Neeson i Alexander Skarsgård. Peter Berg va ser el director i un dels productors del film. El rodatge va ser als Estats Units a les illes hawaianes de Maui i Oahu, així com a Sherman Oaks, Califòrnia, per fer una de les poques escenes en un apartament i finalment, a la Platja de Rei, Califòrnia, on van filmar una escena d'un tiroteig. Battleship també es va filmar a Baton Rouge, Luisiana. La pel·lícula i l'actuació de Rihanna van rebre ressenyes negatives dels principals crítics de cinema. Rihanna va rebre el premi Golden Raspberry en la categoria pitjor actriu de repartiment i un Teen Choice Award per actriu revelació. La pel·lícula va comptar amb un pressupost de 200 milions de dòlars i va guanyar uns 312 milions de dòlars a escala mundial.
Rihanna va crear i va produir la sèrie de televisió Styled to Rock. Va ser estrenada al Regne Unit l'agost de 2012 a Sky Living. A la sèrie, 12 concursants competien entre si per crear el millor vestit per a un o més famosos cada setmana, restringits per un temps i un material adequat a cada prova. Posteriorment, cada disseny era jutjat i el músic que convidaven cada setmana escollia el seu preferit. Finalment cada setmana s'elimina un dels concursants. Nicola Roberts, Lysa Cooper i Henry Holland van ser els jutges de la competició. Styled to Rock va constar de deu episodis, on Rihanna va fer una aparició especial a l'emissió de l'últim.
També aquell any va aparèixer al documental sobre la cantant de Katy Perry, Katy Perry: Part of Me. El documental es va fer amb 13 milions de dòlars i va recaptar 32 milions de dòlars. Posteriorment, el 19 d'agost de 2012, va aparèixer en el primer episodi de la segona temporada del programa de televisió Oprah 's Next Chapter. L'episodi és el segon amb més audiència en la història del programa.
Abans del llançament del seu nou àlbum, Rihanna va començar el 777 Tour, una gira de set concerts en set països en set dies. Més tard, sortiria un documental fent referència a les experiències viscudes d'aquesta gira. «Unapologetic», el seu setè material discogràfic, va ser llançat al novembre de 2012. Als Estats Units l'àlbum va debutar en el número u amb 238 000 ventes, sent el primer àlbum de Rihanna que aconsegueix aquesta posició al país. Unapologetic es va posicionar número u en el Regne Unit i Suïssa, sent el tercer i cinquè disc a debutar en aquesta posició respectivament. El primer senzill de l'àlbum, «Diamonds», va aconseguir el número u en més de vint països de tot el món, incloent en el Billboard Hot 100. Es va convertir en el seu dotzè número u en la llista, empatant amb Madonna i The Supremes en el quart lloc d'artistes amb més números u a la 'història de la llista. El segon senzill, « Stay »(amb Mikky Ekko), va arribar als cinc primers en més de vint països, inclòs el número tres en el Billboard Hot 100.« Pour It Up » va ser llançat com el tercer senzill, aconseguint la posició dinou en el Hot 100. «Right Now», amb David Guetta, va ser la quarta cançó llançada de l'àlbum. Va tenir poc va èxit comercial a causa de la nul·la promoció d'aquest i l'absència d'un vídeo musical. El cinquè i últim senzill de l'àlbum va ser «What Now», aconseguint la posició vint en el Billboard Hot 100.

### 2013-2016: col·laboracions, rols al cinema i Anti

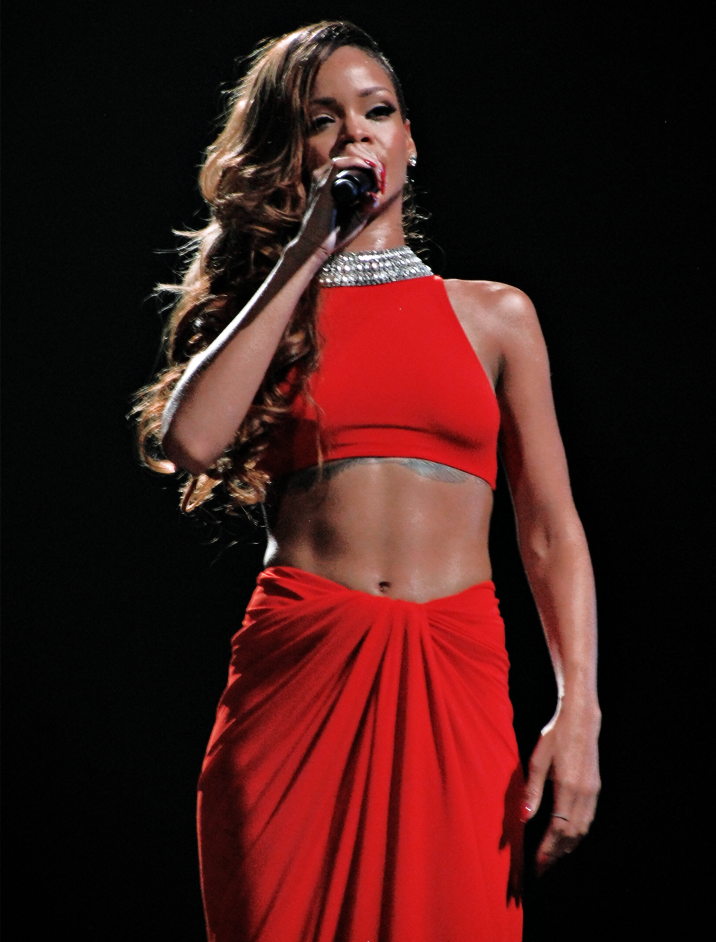
Rihanna Diamonds World Tour 2013

Al febrer de 2013 en els Premis Grammy, Rihanna va guanyar el seu sisè premi Grammy, en la categoria millor vídeo musical versió curta per «We Found Love». Més tard, Rihanna anunciava la seva cinquena gira de concerts, Diamonds World Tour, que començàal març de 2013, en suport a «Unapologetic», el seu últim disc. Aquest mateix mes, l'artista de hip hop nord-americà Wale va llançar una versió remix del seu senzill «Bad», on Rihanna va col·laborar. Més tard,a l'octubre de 2013, Eminem va llançar la seva col·laboració amb Rihanna, «The Monster ». Amb la cançó arribant número u en l'UK Singles Chart, col·locant-se al costat de artistes com Elvis Presley i The Beatles,com una dels tres artistes que han aconseguit un número u cada any durant set anys consecutius. La cançó va aconseguir ser el número u en el Billboard Hot 100, on el senzill nombre tretze de Rihanna va arribar a aquesta posició, empatant amb Michael Jackson en el tercer lloc dels artistes amb més números u en els cinquanta-cinc anys d'història de la llista. A més, Rihanna es va convertir en l'artista solista què més ràpid va aconseguir tretze grans èxits, superant el rècord anterior de Mariah Carey (set anys, vuit mesos i 19 dies), igualant a The Beatles amb 13 números u amb més rapidesa.
A mitjans de 2013 va fer un cameo en la pel·lícula This Is the End, dirigida per Seth Rogen i Evan Goldberg. El film es va convertir en un èxit comercial recaptant 126 milions de dòlars contra un pressupost de 32 milions de dòlars. A més va ser rebuda positivament pels crítics de cinema amb una qualificació de 86% en Rotten Tomatoes. Posteriorment, la versió nord-americana de Styled to Rock es va estrenar el 25 d'octubre de 2013 a Bravo, que va comptar una vegada més amb l'artista juntament amb Pharrell Williams, Erin Wasson i Mel Ottenberg com a jutges de la competència. La sèrie va tenir catorze participants i deu episodis. Més tard, Rihanna també va ser part del musical Annie, on va interpretar a la Deessa de la lluna en l'escena MoonQuake Lake. L'adaptació va rebre crítiques negatives i va aconseguir recaptar 133 milions de dòlars.
El raper Pitbull, va revelar durant una entrevista al desembre de 2013 que l'artista que col·laboraria en la seva cançó «Timber», originalment anava a ser Rihanna, però, va afirmar que la cantant estava treballant en el primer senzill del pròxim disc de Shakira i no tenia temps per gravar «Timber», després el raper cubà-americana esmentat li va proposar a aquesta última cantant esmentada participar en «Timber», però a la fi la que va participar en la col·laboració va ser la cantant de Trinitat Nicki Minaj. El 6 de gener de 2014, Rihanna i Shakira van revelar que el senzill, «Can't Remember to Forget You», que seria llançat el 13 de gener de 2014. Més endavant, Rihanna i Eminem van estar promocionant-se a Los Angeles, New Jersey i Detroit a causa de la gira The Monster Tour. Al maig de 2014, Rihanna va deixar la seva discogràfica Def Jam Recordings per unir-se completament a Roc Nation, discogràfica que havia representat a la cantant des d'octubre de 2010.
El gener de 2015, va sortir el senzill «FourFiveSeconds» amb Kanye West i Paul McCartney. Posteriorment, la cantant va llançar «Bitch Better Have My Money» i «American Oxygen». No obstant, els senzills no van prevaler en el llistat final de cançons per al seu vuitè àlbum d'estudi. L'associació de la indústria discogràfica dels Estats Units (RIAA per les seves sigles en anglès) va anunciar que Rihanna havia superat les 100 milions de certificacions de cançons Or i Platí, i amb això Rihanna es va convertir en l'artista amb el major nombre de cançons digitals certificades i sent la primera i única artista en superar els 100 milions de temes certificats. Més tard, Rihanna va signar un contracte de $ 25 milions de dòlars amb Samsung. L'acord tindria a Rihanna promocionant la línia de productes Galaxy de Samsung, mentre que Samsung patrocinaria el llançament d'Anti i de la seva gira.
Va protagonitzar la pel·lícula animada Home, al costat de Jim Parsons, Steve Martin i Jennifer López. La pel·lícula és una adaptació del llibre The True Meaning of Smekday, escrit per Adam Rex, l'any 2007. Home va ser llançada al març de 2015 i va produir 386 milions de dòlars mundialment. A més, Rihanna va treballar com a productora executiva de la banda sonora de la pel·lícula. El disc va ser distribuït per les discogràfiques Westbury Road i Roc Nation. Rihanna va introduir la seva veu i co-escriure les cançons «Towards the Sun», «As Reial As You and Me» i «Dancing in the Dark». «Towards the Sun» va ser llançat, com el primer senzill de «Home», el 24 de febrer de 2015. Rihanna també va co-escriure la cançó «Drop That», interpretada per Jacob Plant. Clarence Coffee Jr., Kiesza, Charli XCX i Jennifer Lopez van ser altres dels artistes que van contribuir a l'àlbum. A l'octubre d'aquell mateix any,Rihanna es va unir a la novena temporada de The Voice com a assessora principal.

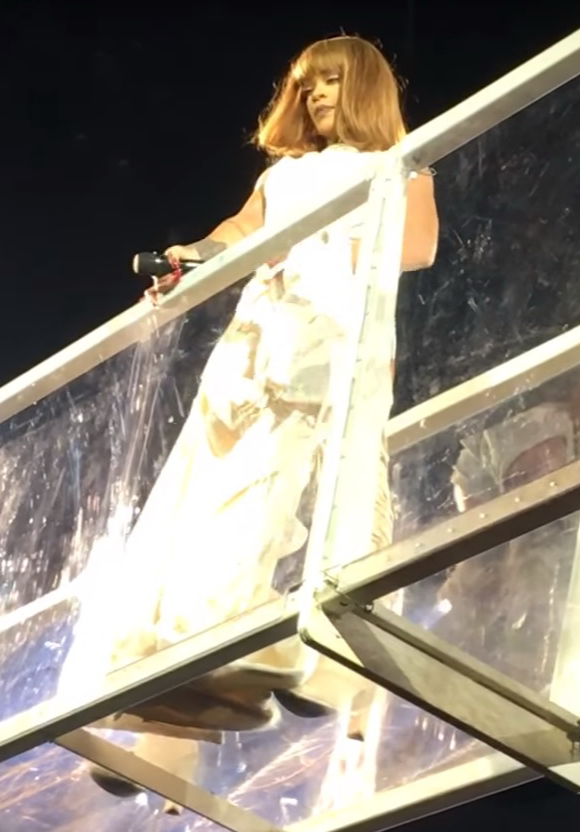
Rihanna Anti world Tour

El 28 de gener de 2016, Rihanna va llançar el seu vuitè àlbum d'estudi Anti exclusivament a través de servei Tidal, al qual va regalar més d'un milió de còpies de l'àlbum per cortesia de Samsung. L'endemà va sortir la versió de l'àlbum deluxe a la plataforma d'Apple Music que constava de tres pistes addicionals. Després de debutar en el nombre vint-i-set als Estats Units, Anti va passar a ser número u convertint-se en el segon disc de Rihanna a ocupar la posició. L'àlbum va ser recolzat amb el llançament de quatre senzills inclòs el primer senzill «Work», que va aconseguir el lloc número u en el Billboard Hot 100 durant 9 setmanes consecutives i va dominar les llistes d'iTunes en més de 90 països. Posteriorment, van ser llançats «Needed me», que va aconseguir la setena posició en els Billboard Hot 100 i «Kiss It Better».
Durant la primavera i l'estiu de 2016, Rihanna va col·laborar amb diversos artistes. El 29 d'abril Calvin Harris va llançar «This Is What You Came For», que va aconseguir el número tres en el Billboard Hot 100 i el número dos en l'UK Singles Chart. També va incloure la seva veu per a la cançó «Too Good »de Drake i el senzill« Nothing Is Promised »de Mike Will. Més endavant, Rihanna va llançar «Love on the Brain» com el quart senzill d'Anti. La cançó va aconseguir el número cinc en Billboard Hot 100 malgrat l'absència de vídeo musical. El 27 de juny de 2016, Rihanna va llançar «Sledgehammer", el primer senzill de la banda sonora de la pel·lícula Star Trek Beyond. Un any després la veu de Rihanna va aparèixer en la cançó «Selfish» de Future, «Wild Thoughts» de DJ Khaled, «Loyalty» de Kendrick Lamar i «Lemon» de NERD.

### 2017-Recés musical i èxit empresarial

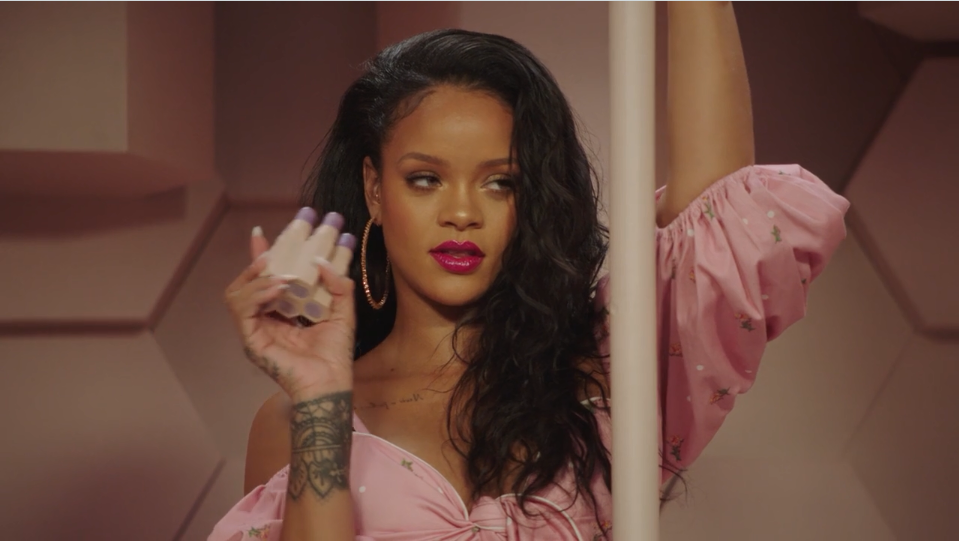
Rihanna durant la promoció de la seva marca de cosmètics Fenty Beauty. (2018)

Durant la Convenció Internacional de Còmics de Sant Diego es va revelar que Rihanna apareixeria en la cinquena temporada de sèrie de televisió Bates Motel. Bates Motel és la preqüela de la mítica pel·lícula d'Alfred Hitchcock Psicosis (1960). Rihanna va interpretar el paper de Marion Crane, una de les víctimes de Norman Bates i coneguda com «la dona a la dutxa». La sèrie va estrenar la seva cinquena i última temporada al febrer de 2017. També es va anunciar que Rihanna tindria un paper important en la pel·lícula de Luc Besson, Valerian i la ciutat dels mil planetes. Una adaptació de la sèrie de còmics Valerian i Laureline, que es va començar a gravar al desembre de 2015 i posteriorment es va estrenar a les sales de cinema al juliol de 2017. A més de Rihanna, la pel·lícula va comptar amb l'actuació de Dane DeHaan, Cara Delevingne, Ethan Hawke i Clive Owen.
Al 2017, Rihanna va llançar la seva aclamada companyia de cosmètics Fenty Beauty sota les marques Kendo de LVMH. El primer lliurament de Fenty Beauty va sortir el 8 de setembre de 2017 a Sephora i la seva pàgina web, disponible en més de 150 països. Fenty Beauty ha rebut elogis internacionals per la gran varietat de tons que ofereix, en particular per incloure colors més foscs entre els primers 40 tons de base, que després va augmentar a 50. Així abordant una bretxa llargament criticada a les ofertes de la indústria cosmètica per a dones negres. Els llançaments posteriors de nous productes i noves línies han estat criticades per no complir amb el nou estàndard establert per Fenty Beauty, per exemple la línia KKW Beauty de Kim Kardashian West i la base Hello Happy de Benefit. Dins del primer mes del seu llançament, les vendes de Fenty Beauty es van valorar en 72 milions de dòlars. Al Regne Unit, la línia es va convertir en el major llançament de bellesa de Harvey Nichols, sobrepassant a MAC Cosmètics. Al setembre, les botigues per departament, van vendre una base de Fenty Beauty per minut i un llapis de llavis cada tres minuts. El llançament també va ajudar a augmentar les vendes de cosmètics i perfums de LVMH per al tercer trimestre del 2017 en un 17%. Segons Bernard Arnault, president i director executiu de LVMH, les vendes de Fenty Beauty van arribar gairebé 500 milions d'euros (573 milions de dòlars) a finals de 2018. Forbes va reportar que després de quinze mesos d'operació, Fenty Beauty va acumular un total de 570 milions de dòlars en ingressos. Tota la línia de cosmètics té un valor d'uns 3 milions de dòlars, dels quals el 50% pertany a LMVH.

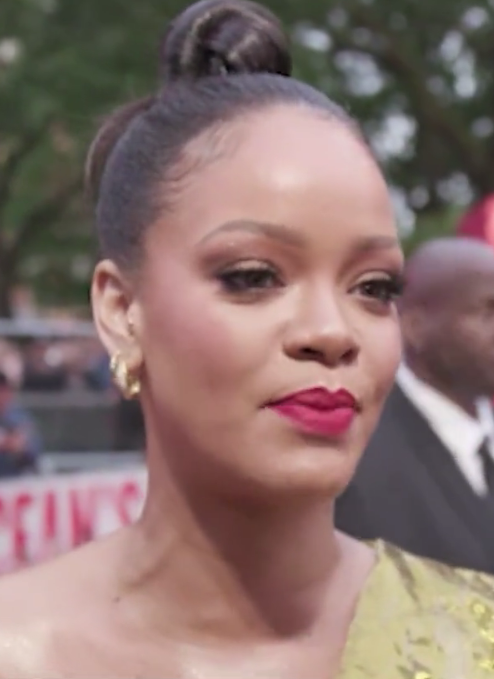
Rihanna a l'estrena de la pel·lícula Ocean's 8 (2018)

A més, Rihanna va formar part de la pel·lícula Ocean's 8, on va interpretar al personatge Nine Ball. El film és un spin off de la trilogia començada en 2001 amb Ocean's Eleven, en aquesta ocasió encapçalada per personatges femenins, que es va estrenar el 8 de juny de 2018 als Estats Units i el 6 de juliol a Espanya. La pel·lícula està escrita i dirigida per Gary Ross i és protagonitzada per Sandra Bullock, Cate Blanchett, Anne Hathaway, Mindy Kaling, Sarah Paulson, Awkwafina i Helena Bonham Carter. Els productors van ser Steven Soderbergh i George Clooney, director i protagonista de les tres entregues anteriors, respectivament. Ocean 's 8 va rebre ressenyes mixtes tirant cap a positives per part de la crítica i de l'audiència. A la pàgina web Rotten Tomatoes, la pel·lícula va obtenir una aprovació de 67%, basada en 250 ressenyes, amb una qualificació de 6.2 / 10, mentre que de part de l'audiència va tenir una aprovació del 47%, basada en 5843 vots, amb una qualificació de 3.0/5.201.
El 10 de maig de 2019 va anunciar la seva associació amb LVMH a través de la seva empresa Fenty. També va escriure en agraïment a LVMH per treballar amb ella: «no podia imaginar un soci millor, tant creatiu com comercialment, estic preparada per a què el món vegi el que hem construït junts». El president i CEO de LVMH, Bernard Arnault, va dir que Rihanna seria recolzada amb un equip i recursos. També va afegir: "Tots coneixen a Rihanna com una cantant meravellosa, però a través de la nostra associació en Fenty Beauty, vaig descobrir una veritable emprenedora, una veritable CEO i una excel·lent líder". Fenty reportada a la revista T: The New York Times Style Magazine, on Rihanna va utilitzar diverses peces i engranatges de la seva primera col·lecció. L'empresa va convertir a Rihanna en la primera dona de color a dirigir una casa sota la marca LVMH i en la primera dona en crear una marca original per l'equip. Fenty és el primer productor de roba, sabates i accessoris sota la marca LVMH des de 1987, que segueix a les setanta marques LVMH, incloent a Louis Vuitton, Givenchy i Christian Dior.

### 2020: Retorn musical- Believe it
Rihanna ha dedicat la major part dels seus últims anys tant a la seva marca de llencería, com a la cosmètica Fenty. Després de quatre anys sense aparèixer a la industria musical, la cantant anunciava el 27 de març de 2020, a través de la xarxa Instagram, el seu retorn musical. La solista de Barbados va col·laborar amb el compositor, productor i raper canadenc PARTYNEXTDOOR, creant una nova cançó anomenada «Believe it» que s'inclou a l'àlbum del cantant anomenat «PARTYMOBILE». El senzill va ser molt ben rebut pels fans de la cantant.
Anteriorment, PARTYNEXTDOOR i Rihanna van col·laborar junts en els senzills “Work” així com “Sex With Me” dos dels hits del álbum “Anti” de Rihanna publicat el 2016. “BELIEVE IT” és la primera col·laboració que fa Rihanna des de “Lemon” de N.E.R.D y “Loyalty” de Kendrick Lamar en 2017.
Va tornar a la mira pública amb la publicació del tema Lift Me Up el tercer trimestre del 2022. El retorn als escenaris el va fer el 12 de febrer del 2023 en la mitja part de la Super Bowl a l'State Farm Stadium d'Arizona.

## Art

### Estil musical
Rihanna posseeix un rang vocal mezzosoprano de tres octaves i dues notes. Mentre gravava cançons per al seu tercer àlbum d'estudi, Good Girl Gone Bad (2007), va prendre classes de cant amb Ne-Yo. Parlant de l'experiència va dir: «mai he tingut entrenament vocal, així que quan estic a l'estudi, ell va dir-me com respirar i aquestes coses ... Va usar paraules fines: ok, jo vull que facis staccato. I jo: ok, no sé el que és ». El seu acompliment vocal en «Loud »(2010) va rebre crítiques positives dels crítics de la música. James Skinner de la BBC va aclamar la veu de Rihanna a la cançó de «Love the Way You Lie (Part II)» i va escriure: «la seva veu és potent i és la veu de Rihanna vocal - que alhora aquesta està al comandament, és emotiva i vulnerable - que lliga la cançó i «Loud » a si mateix ». Andy Gill de The Independent sentí que« Califòrnia King Bed »presentava la seva millor interpretació vocal. A la ressenya de «Unapologetic», la revista Billboard va escriure que en « Diamonds », Rihanna fa una de les seves més apassionades vocals fins a la data». Jon Caramanica de The New York Times va declarar: «en els últims anys la seva veu es cura en una arma de fredor emocional i indiferència estratègica, és decididament hostil, feta per donar ordres ».
La música de Rihanna ha comptat per una àmplia gamma de gèneres; inclòs el dancehall, reggae i soca. Així també com pop, R & B, dubstep, hip hop i música electrònica de ball.Algunes de les seves cançons estan inspirades a través del sample d'altres artistes. La seva carrera musical ha estat un experiment amb noves idees musicals i ha dit que vol fer música que s'escolti en parts d'arreu del món que mai havia visitat. El fet de créixer a Barbados, la cantant escoltava un munt de reggae, hip hop i soca. Quan es va traslladar als Estats Units en 2005, va ser exposada a una gran quantitat de diferents estils de música i es va inspirar una mica del rock per la cançó «Kisses Do not Lie» .En el moment del seu debut, va gravar cançons que van ser inspirades per les seves arrels caribenyes i va descriure el seu so com una fusió de reggae, hip hop i R & B. Les seves arrels dancehall es poden trobar en el seu àlbum debut, «Music of the Sun »(2005), i el seu segon disc a «Girl Like Me» (2006). Posteriorment va experimentar amb el pop, dubstep i rock, al mateix temps, canviant seu estil musical i distanciant-se de la imatge de la noia illenca barbadense.
«Music of the Sun» (2005) conté la influència de les arrels musicals caribenyes de Rihanna. Kelefa Sanneh de The New York Times va elogiar la combinació de dancehall i reggae escrivint: El dancehall-reggae sembla de vegades com una forma furiosa d'insular de la música, però ... Rihanna és només l'última cantant en descobrir la versatilitat que els ritmes del gènere poden tenir. El seu rimer senzill, «Pon de Replay», explica amb una mescla de dancehall i pop que es fon en un estil reggae. Amb l'objectiu de creixement artístic«, A Girl Like Me »(2006) expressa les experiències personals que les joves de 18 anys travessen amb balades, les quals es van descriure com elegants i madures. El seu tercer àlbum d'estudi «Good Girl Gone Bad »(2007) va dur a Sal Cinquemani de Slant Magazine a escriure que, Rihanna finalment havia descobert que és una artista dance i la majoria de l'àlbum es compon de cançons dance pop. Representant un canvi del so caribeny dels seus àlbums anteriors i descrit com un punt d'inflexió a la seva carrera. Mentre que la primera meitat del seu tercer àlbum conté influències pop de 1980, amb cançons com «Don't Stop the Music» i «Shut Up and Drive", la segona meitat es retira al R & B.
Gravat després de l'incident amb qui era llavors la seva parella, Chris Brown, «Rated R »(2009) té un to molt més fosc i ple de diverses emocions que va experimentar al llarg de 2009. En «Loud» (2010) Rihanna reflecteix la diversió i l'ambient enèrgic que tenia durant la gravació de l'àlbum. El disc és una barreja de balades, cors i apoderades cançons d'amor. Talk «That Talk» (2011) va ser similar a «Rated R», ja que tots dos contenen hip hop, R & B, dancehall i dubstep. «Loud» and «Talk That Talk » també van tornar a les seves arrels dancehall, evident en pistes com «Man Down» i «Watch n 'Learn». També es va diversificar en la música house amb temes com «We Found Love», «Only Girl (In The World)» i «Complicated».

### Influències
Rihanna ha nomenat Madonna com el seu ídol i major influent. Va dir que volia ser la «Madonna negra» i va elogiar la cantant per ser capaç de reinventar-se constantment a si mateixa i mantenir l'èxit al llarg de la seva carrera.«Crec que Madonna va ser una gran inspiració per a mi, sobretot en els meus primers treballs. Si hagués d'examinar la seva evolució durant el temps, crec que cada vegada va reinventar el seu estil de roba i música amb èxit. Al mateix temps, va mantenir una força real per l'entreteniment arreu del món». Una altra influència important en la música i la carrera de Rihanna ha estat Mariah Carey. Va revelar que la cançó « Vision of Love » de Carey va ser la cançó que la va fer voler fer música i tot el que Mariah va fer, ella ho intentaria fer. Va créixer veient vídeos de la llegenda del reggae Bob Marley perquè això era el que posaven al Carib. Rihanna va declarar: «un dels meus artistes favorits de tots els temps ... realment va obrir el camí per a tots els altres artistes fora del Carib». Rihanna va construir un santuari a casa dedicat a la llegenda del reggae i cantat «Is This Love» de Marley i «Redemption Song» de Bob Marley & The Wailers durant les seves gires.

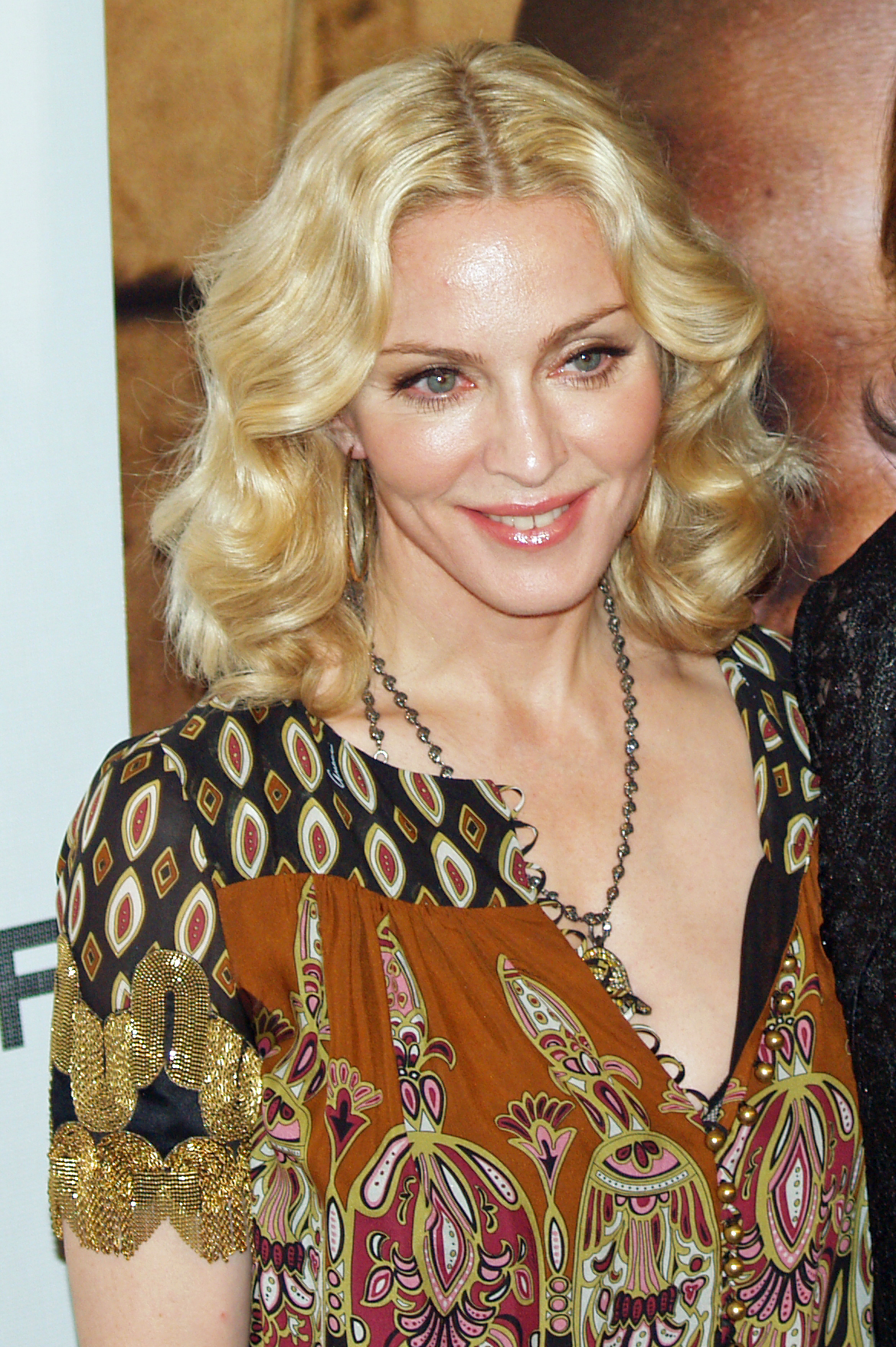
Rihanna considera la cantant Madonna la seva principal influència i inspiració.

Durant la seva infància, cantava cançons de Whitney Houston i «A Whole New World» amb el seu raspall tant que els seus veïns van començar a cridar-la «Robyn Redbreast». També va afirmar que una de les primeres cançons que recorda que la va fer quedar enamorada de la música va ser, «I Will Always Love You». «Va ser molt inspiradora i em va fer desenvolupar una passió per la música, així que realment, ella és en part responsable que jo estigui aquí en aquesta indústria». Rihanna va comentar que Janet Jackson va ser un dels primers icones del pop femení amb el qual podia relacionar-se i que la cantant Aaliyah va tenir un enorme impacte en el seu estil. Observant a Beyoncé a la televisió amb Destiny 's Child també va inspirar la carrera musical de Rihanna. Altres influències musicals i ídols inclouen a Britney Spears, Celine Dion, Alicia Keys, Prince, Fefe Dobson i Brandy.
Rihanna porta l'influencia dels diferents tipus de música que va descobrir quan va arribar a Amèrica del nord i va revelar que la música rock va ser un dels primers gèneres dels quals es va enamorar. Va comentar: «a mesura que em faig gran, m'agrada saber més sobre la música. Vull descobrir més estils de música ». Va citar el quart àlbum d'estudi de Brandy, «Afrodisiac» (2004), la seva principal inspiració per al seu tercer àlbum, «Good Girl Gone Bad »(2007). En els seus inicis, la seva música conté fortes influències de la música caribenya, inclòs el reggae i el dancehall. El vídeo musical de la cançó «Rude Boy» ofereix imatges inspirades en les seves arrels caribenyes. Rihanna va comentar que Marilyn Monroe i roba d'època van servir com inspiracions visuals per als vídeos musicals de «Hate That i Love You» i «Rehab».

### Vídeos i presentacions
Rihanna ha treballat amb el director, Anthony Mandler, en més d'una dotzena de vídeos musicals, el seu primer treball junts va ser «Unfaithful» (2006). «Hem fet 16 vídeos junts; No tots són forts ... Sí, vull dir, jo sóc conegut per «Disturbia», «Russian Roulette» i coses per l'estil, però «Only Girl (In The World)» és sens dubte un tipus de potenciador, ple de bellesa », va dir Mandler. Jocelyn Vena de MTV va escriure:« Rihanna, com Madonna, també té una tendència a fer vídeos forts i provocadors que encaixen amb les cançons que representen ». Jon Bream de Star Tribune va comentar: «a la tradició de Madonna i Janet Jackson, Rihanna s'ha convertit en la «Vídeo Vixen» de la dècada de l'2000.». George Epaminondas de InStyle considera els vídeos de Rihanna com cinemàtics a causa de la seva barreja de ritmes de l'illa, el pop i la sensualitat. Tamar Anitai de MTV Buzzworthy va col·locar a «Disturbia» en el número cinc, en els cinc vídeos musicals més paranoics de Buzzworthy i va dir que la paranoia mai s'havia vist tan sobrenaturalment atractiva.

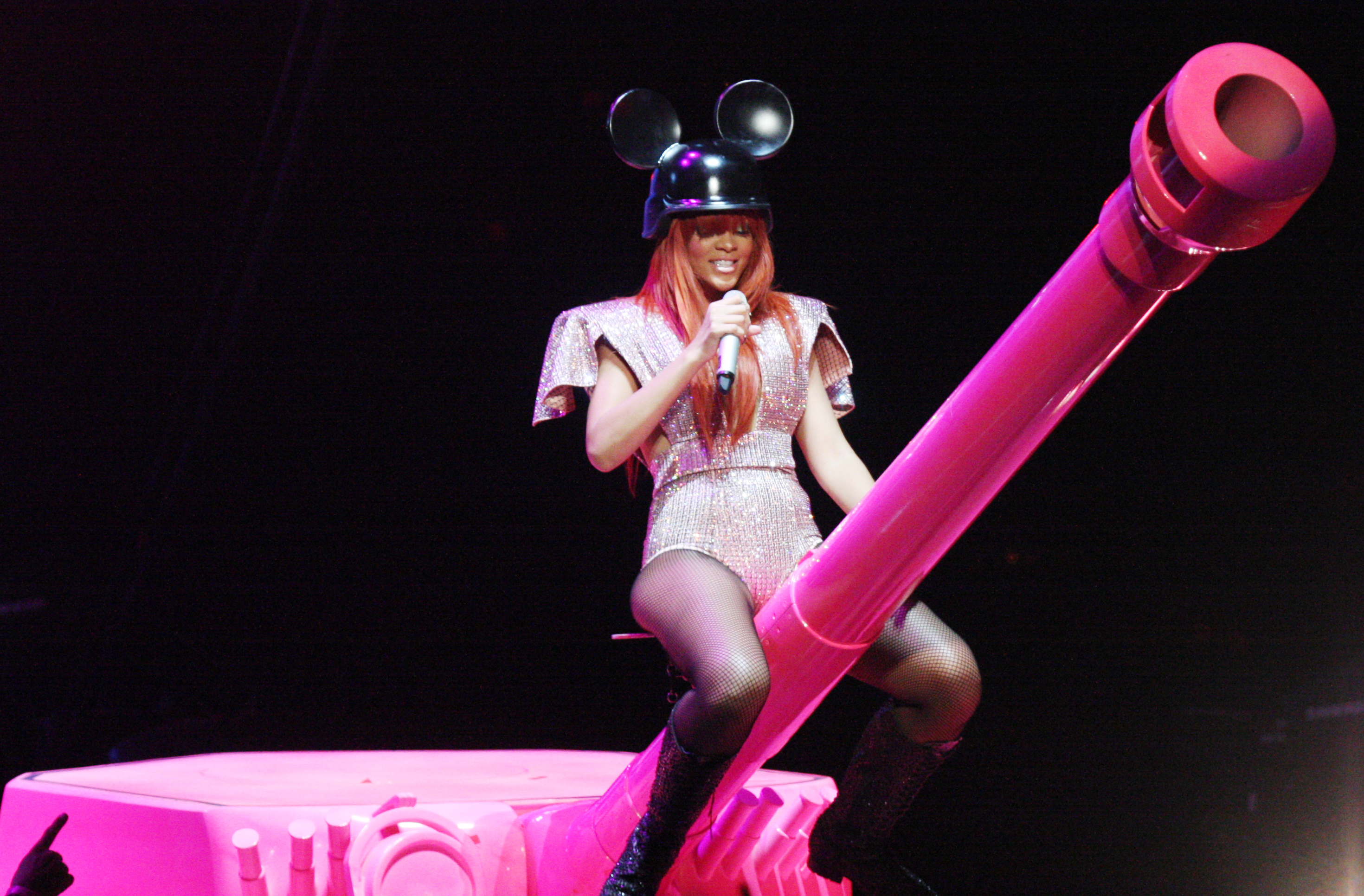
Els espectacles de Rihanna es diferencien por un estil sensual i dinàmic.

Molts dels seus vídeos musicals, incloent «We Found Love» i «Man Down», van ser filmats com a pel·lícules curtes que exploren temes com triangles amorosos, les relacions tòxiques, la sexualització, l'abús de substàncies i el romanticisme. El vídeo musical de «Umbrella» mostra la transició de Rihanna a l'edat adulta i la seva nova imatge. Les escenes de «Disturbia» han estat comparades amb «Thriller» de Michael JacksonEl vídeo de «Russian Roulette» presenta a Rihanna en una habitació bruta i jugant la ruleta russa amb la seva parella. Una de les escenes, on un cotxe es dirigeix a tota velocitat cap a Rihanna, es va comparar amb l'altercat amb Chris Brown. El vídeo musical de «Rude Boy» es va comparar amb el vídeo de la rapera M.I.A., «Boyz», per les seves similituds en colors. L'any 2011, es van llançar tres polèmics vídeos sobre el sadomasoquisme, violació i violència doméstica. «Man Down», on Rihanna dispara a un home en una estació de tren, va ser criticat pel Parents Televisió Council.«We Found Love », mostra a Rihanna i la seva parella en una relació poc saludable i plena de drogues, va desencadenar les crítiques del Rap Crisi Centre. Per contra, Charne Graham de va defensar la cantant preguntant:« per què els videoclips de Rihanna treuen de polleguera a tots quan altres vídeos igualment sexuals i controvertits estan circulant? […] simplement li agrada fer vídeos musicals que donin que parlar ». Rihanna és la primera dona a passar Dos mil milions de visites acumulades al lloc web VEVO. Fins a setembre de 2013, va acumulat més de 4.000.000.000 de visites al lloc web citat.
Denis Armstrong del Canadian Online Explorer comentar sobre l'espectacle de Rihanna al Ottawa Bluesfest; dient el seu espectacle era una fantasia amb una coreografia de Disney amb una actitud coqueta i carícies. La seva interpretació de «Disturbia» en els MTV Video Music Awards 2008 es va classificar la desena millor presentació de premis, segons una enquesta de Billboard. Els seus reveladors vestits de cuir durant «The Good Girl Gone Bad Tour» van ser altament criticats pel Partit Islàmic Conservador de Malàisia, que va recomanar que la seva gira de concerts fora prohibida. Time va comparar el seu estil de roba, dels espectacles, a la de Janet Jackson i la va cridar «una visió d'Ann Summers».A l''edició d'octubre de 2011, de la revista britànica Vogue, Rihanna va dir que el seus vestits d'actuacions i les seves aparences són tot un acte; «No sóc jo. Això és part de el joc. Ja saps, com si fos una obra d'art, amb totes aquestes joguines i textures amb els quals jugar ».

### Imatge pública
Rihanan és coneguda per reinventar el seu estil i imatge. El 2009, la revista New York va descriure els primers estils de Rihanna com la d'una reina adolescent, tenint en compte que té la capacitat de canviar d'aparença de manera espectacular i amb gran facilitat. Quan va llançar el seu segon àlbum d'estudi, a Girl Like Me (2006), molts crítics van considerar que l'estil, el so i material musical de Rihanna eren massa similars als de Beyoncé. En una entrevista amb la revista Look, Rihanna va parlar sobre les comparacions amb Beyonce: «Beyoncé és una gran artista i em sento honrada de ser esmentada amb ella en la mateixa frase, però som artistes diferents amb diferents estils». Durant l'entrevista al programa Oprah 's Next Chapter va revelar que el model de princesa pop de Def Jam li va fer sentir claustrofòbia durant els seus primers anys amb la discogràfica. D'acord amb Rihanna: «Vaig sentir que m'estaven donant un pla ... ells tenien una marca, tenien una idea del que volien que fos, sense esbrinar qui era jo». Amb el llançament del seu tercer àlbum, «Good Girl Gone Bad »(2007), Rihanna va desestimar la seva imatge innocent amb un nou pentinat, que va ser inspirat en tall bob de Charlize Theron en la pel·lícula de ciència-ficció Aeon Flux (2005). La cantant va seguir els passos d'artistes com Jennifer Lopez i Christina Aguilera, que també van deixar la seva imatge innocent per un aspecte i un to més sexual.

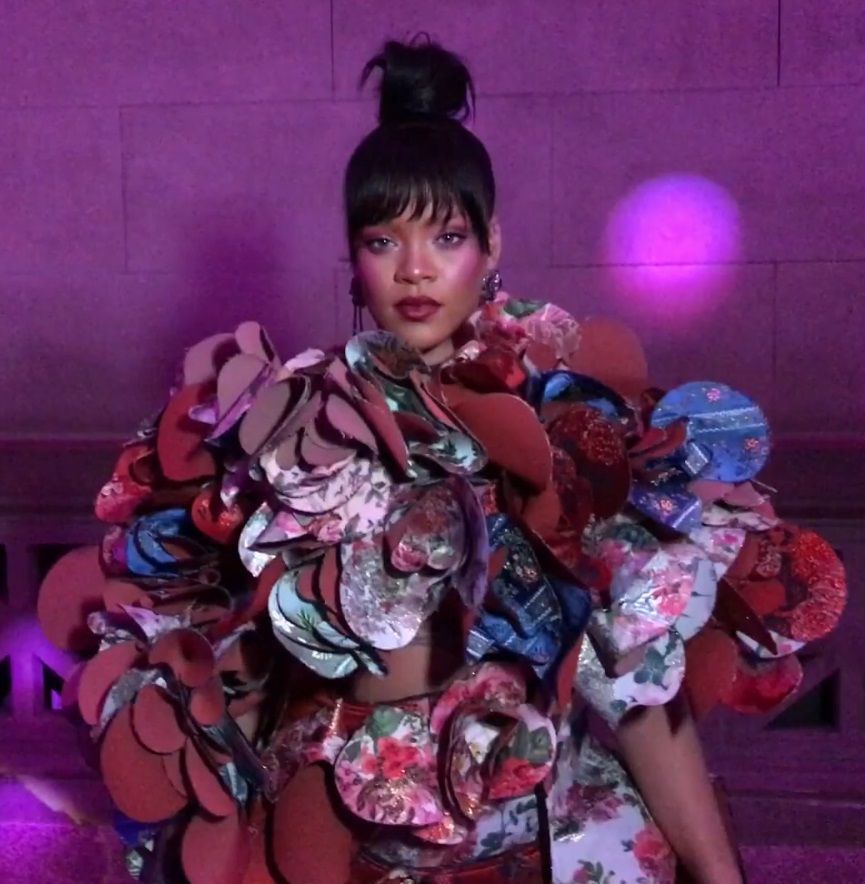
Rihanna durant la gala Met de 2017. La cantant es considera una icona i una gran influència en el món de la moda..

Nico Amarca de la revista Highsnobiety va escriure: «al llarg de la seva carrera, d'ara 10 anys, [Rihanna] ha estat objecte d'una de les metamorfosis estètiques més significatives al món». Ha canviat la seva aparença personal i moda a diverses ocasions amb diferents tipus de pentinats des del llançament del seu tercer àlbum. Rihanna va comentar que, sent nena veia la seva mare vestir-se, i que el seu amor i admiració per la moda va començar amb la seva mare. Parlant sobre la elaboració del seu propi guarda-roba, va declarar: s'ha convertit més en prendre riscs ... sempre busco la silueta més interessant o alguna cosa que sigui una mica apagat. Jess Cartner-Morley de The Guardian va escriure: «el vestuari de Rihanna és el més es parla, influent i disseccionat en el pop. Tot el que ella fa servir es reprodueix immediatament al carrer, ja que ven ». Tot i haver estat criticada per la seva roba reveladora, la cantant de country Miranda Lambert admira la moda i l'estil de Rihanna: « no necessàriament m'inspiro en tot l'assumpte de sense sostenidor, però m'encanta que mai se sap el que es posarà. Sempre et manté a l'espera, el que fa que sigui atrevida i interessant ».
En una entrevista amb Alexa Chung durant el Vogue Festival 2015, el dissenyador de Balmain, Olivier Rousteing va aclamar a Rihanna estilísticament comparant-la amb algunes de les icones de la moda més importants en la història de la música com Madonna, David Bowie, Michael Jackson i Prince. Al comentar l'expectativa cultural que les estrelles del pop han de ser models a seguir, va dir: «[ser un model a seguir] es va convertir més en el meu treball del que jo volia que fos. Però no, només vull fer la meva música. Això és tot».En una entrevista al 2013 amb MTV, el feminista i escriptor de The Vagina Monologues, Eve Ensler va lloar a la cantant, dient:« sóc un gran fan de Rihanna, crec que té aquesta mena de control sobre seva sexualitat i està oberta sobre la seva sexualitat, té una enorme gràcia i un immens talent ».

## Altres projectes

### Disseny de moda i modelatge
La seva primera línia de roba, per a Armani, va estar disponible al novembre de 2011. La cançó de Rihanna, «Skin», es va utilitzar per a la campanya d'Armani Jeans i Emporio Armani Underwear. Al febrer de 2013, Rihanna va presentar la seva col·lecció de primavera a la Setmana de la Moda de Londres per a la marca britànica River Island. Ho va fer en col·laboració amb el seu estilista personal Adam Selman. Més tard van publicar dues col·leccions addicionals, una edició d'estiu, publicada el 25 de maig de 2013, i una edició de tardor, publicada el 10 de setembre de 2013. La quarta i última col·lecció per River Island, l'edició d'hivern, va ser llançada el 7 de novembre de 2013.
Al desembre de 2013, es va anunciar que Rihanna seria la nova model de la campanya, per a primavera / estiu de 2014, de la casa de moda francesa Balmain. Al desembre de 2014, es va anunciar que Rihanna es convertiria la directora creativa de la marca Puma, la línia de dones inclouria peces de vestir i calçat. Per a la col·lecció, van llançar el «Puma creepers». En 2016, es va llançar el «PUMA Fenty Trainer». Posteriorment en 2019 l'artista llançà una marca de roba sota el nom de Fenty en col·laboració amb LVMH.
El març de 2015, es va anunciar que Rihanna va ser escollida com la nova imatge de Dior; convertint-se en la primera dona negra a ser la portaveu i model d'aquesta casa de moda. El juliol de 2015, Rihanna va anunciar que anava a dissenyar múltiples mitjons en col·laboració amb Stance. El març de 2016, Rihanna es va associar amb Manolo Blahnik per a una línia de sabates. Aquest mateix any treball, amb Dior, per crear una línia d'ulleres de sol futuristes.

### Productes
Rihanna s'ha aventurat en altres empreses i indústries. A l'octubre de 2005, Rihanna va signar un contracte de patrocini amb Secret Body Spray. L'any 2010, va aparèixer en el comercial d'Optus en suport a la seva gira «The Last Girl On Earth Tour». El mateix any va aparèixer en el comercial de Kodak juntament amb el raper Pitbull. A l'octubre de 2010, la cantant va llançar un llibre anomenat Rihanna. El llibre va comptar amb fotos de la seva gira i va servir com a acompanyament del seu quart àlbum d'estudi «Rated R» (2009). La primera fragància de Rihanna, «Reb'l Fleur», va ser llançada el gener de 2011. D'acord amb la revista Rolling Stone, va ser un èxit financer i s'esperava recaptar sobre $ 80 milions a la fi de 2011. Posteriorment, Nivea va celebrar els seus 100 anys de cura de la pell i els seus esdeveniments van comptar amb diverses actuacions de Rihanna. La cançó «Califòrnia King Bed» va ser inclosa com a part de la campanya comercial de Nivea. Rihanna va esdevenir la portaveu de Vita Coco, al 2011.
La seva segona fragància, «Rebelle», va sortir al febrer de 2012. Des del seu llançament va vendre 4 milions d'ampolles, superant les fagàncies de Beyoncé, Jennifer Lopez i Britney Spears. La campanya promocional de «Rebelle», va ser filmada pel director Anthony Mandler, qui també va llançar la campanya promocional de «Reb'l Fleur». Al novembre de 2012, Rihanna va llançar el seu tercer perfum «Nude». Va col·laborar amb MAC Cosmetics i va llançar la seva pròpia línia maquillatge, edicions per estiu, tardor i vacances, anomenada «Riri hearts MAC». El juliol de 2013, la companyia de cervesa Budweiser va anunciar que Rihanna s'havia convertit en part de la campanya mundial «fet per a la música», també co -protagonitzada per Jay-Z. Un vídeo comercial va sortir amb la cantant i la cançó «Right Now». La quarta fragància de Rihanna per a dones, titulada «Rogue» ser llançada el 14 de setembre de 2013. Posteriorment va anunciar que l'any següent llançaria una versió per a homes i va ser, l'u d'agost de 2014, quan es llançaria la primera fragància de Rihanna per als homes, «Rogue Men». El juliol de 2015, va anunciar la seva última fragància, «Riri». El perfum amb extracte de maracuià, rom absoluta, cassis i mandarina italiana, llegóm a les botigues al setembre de 2015.

## Filantropia i activisme

### Fundacions
L'any 2006 va crear la seva Fundació Believe per ajudar els nens amb malalties terminals. Més tard, l'any 2008, Rihanna va realitzar una sèrie de concerts benèfics anomenats «A Girl 's Night Out » per recaptar fons per a la Fundació Believe. Els concerts van ser gratuïts per al públic. Els diners dels patrocinadors i anunciants es van donar per proporcionar subministraments mèdics, material escolar i joguines als nens necessitats. A més, Rihanna va realitzar un espectacle benèfic per recaptar fons per al Children 's ORTHOPEDIC Center i el Mark Taper-Johnny Mercer Artists Program.
L'any 2012, la cantant va instituir la Fundació Clara Lionel, en honor dels seus avis, Clara i Lionel Braithwaite. Els programes actuals inclouen el Centre Clara Braithwaite per a l'Oncologia i Medicina Nuclear a l'Hospital Queen Elizabeth a Barbados així com programes educatius. La fundació organitza un esdeveniment anual de recaptació de fons anomenat Diamond Ball. L'esdeveniment inaugural el 2014 va recaptar més de 2 milions de dòlars i el segon any va recaptar més de 3 milions de dòlars. Durant la tercera edició del Diamond Ball, l'expresident dels Estats Units, Barack Obama, va elogiar el treball de Rihanna dient: «T'has convertit en una força poderosa en la lluita per donar dignitat a la gent». Al febrer de 2017, Rihanna va ser nomenada «Humanitària de l'any» per la Fundació Harvard de la Universitat Harvard.

### Lluita contra el VIH, la sida i altres malalties
Per ajudar a crear consciència i combatre el VIH i sida, Rihanna i altres figures públiques van dissenyar roba per a la línia d'H&M «Moda contra la sida» al febrer de 2008. Al setembre de 2008, Rihanna va contribuir a la cançó «Just Stand Up! » amb altres quinze artistes femenines;Beyoncé, Carrie Underwood, Sheryl Crow, Fergie, Leona Lewis, Keyshia Cole, Miley Cyrus, LeAnn Rimes, Natasha Bedingfield, Melissa Etheridge, Mary J. Blige, Ciara, Mariah Carey i Ashanti, que van compartir l'escenari per interpretar la cançó en viu, durant l'especial de televisió «Stand Up to Cancer». Les artistes van crear el lema van ser L'especial de televisió va ajudar a recaptar 100 milions de dòlars per a la investigació del càncer. El 3 de gener de 2014, Rihanna va formar part de la campanya MAC Viva Glam, que beneficia dones, homes i nens que viuen amb VIH / sida. Al desembre de 2017, per commemorar el Dia Mundial de la Sida, Rihanna i el príncep Harry es van fer la prova de VIH durant un esdeveniment a Barbados per mostrar com és el procés i conscienciar sobre la malaltia.

### Desastres naturals
El novembre de 2012, Rihanna va donar 100 000 dòlars en donacions per a bancs d'aliments per l'huracà Sandy. El 2017, Rihanna i la seva fundació van distribuir diners en resposta a l'huracà Harvey a Texas, així com pels huracans Irma i Maria a Puerto Rico a les Illes Verges dels Estats Units i el terratrèmol a Mèxic.

## Patrimoni
A causa del seu èxit internacional, a Rihanna se li ha atorgat àlies honorífics, com ara: «Reina de l'R & B» «Princesa d'R & B» i «Princesa del pop ». La periodista de Rolling Stone, Brittany Spanos, va escriure que Rihanna va ser una de les tres dones negres que va «radicalitzar el Pop» i que amb la seva música li va donar veu a una de les comunitats que més havia lluitat per un canvi real. Al 2016, la revista Rolling Stone va reconèixer a Rihanna com una dels millors artistes de tots els temps, afegint-la a la seva llista «Els immortals». NPR la va nomenar com l'artista musical més influent de segle XXI per la seva influència i èxit. Al 2019, Caroline Crampton de Vogue, va descriure a Rihanna com la llegenda musical de l'segle xxi. Tshepo Mokoena de la revista The Guardian va escriure l'article «Deu raons per les que Rihanna s'ha convertit en la millor estrella del pop d'segle XXI» nomenant el seu estil, veu, vídeos musicals i la seva relació amb els seus seguidors com algunes de les raons.
La revista Time la va incloure entre les 100 persones més influents del món l'any 2012 i 2018. Des del 2012 al 2016 i de l'2018 al 2019, Forbes va col·locar a Rihanna en la llista anual dels «100 personatges famosos més influents del món». El 2011 i 2012, Rihanna va ser reconeguda com la dona de l'any, per la revista de moda Vogue. Va ser nomenada l'estrella pop més influent en el Regne Unit per 4Music. La revista Time va crear un rànquing que mesura les posicions en llistes musicals i la longevitat des de 1960. Rihanna va ocupar el segon lloc, només darrere de Mariah Carey. Nick Levine de Digital Spy va descriure el seu tercer àlbum d'estudi, «Good Girl Gone Bad», com el més semblant a« Thriller» que el 2007/08 va produir. Leah Greenblatt d'Entertainment Weekly va nomenar a «Rated R » com un dels millors àlbums pop de l'2009. Al 2016, Taj Rani, de Billboard, va escriure que «Work» ha portat el gènere de dancehall a l'avantguarda de la música americana, ja que es va convertir en la primera cançó dancehall a arribar al cim de l'Hot 100, des de «Temperature» de Sean Paul que ho va aconseguir l'any 2006.
Rihanna va ser col·locada en la posició número quinze, a la llista dels 100 millors artistes de tots els temps en el 'Hot 100, per Billboard. En el mateix mes, la revista Billboard la va nomenar «Artista Hot 100» de la dècada de 2010. Va ser nomenada com la «Artista Mainstream» més important dels últims vint anys. Ocupa el primer lloc amb la majoria de senzills a la llista (36), entre els deu primers llocs (23) i la major quantitat de números u (10). La cantant ha acumulat un total de catorze senzills número u en el Hot 100, convertint-se en la tercera artista amb més senzills en aquesta posició. El seu senzill «Umbrella» és considerat, per la revista Rolling Stone, una de les 500 millors cançons de tots els temps. «We Found Love» va ser classificat, per Billboard, com una de les cançons més gran de tots els temps de l'Hot 100. La revista Pitchfork va nomenar a «Needed Me», «Bitch Better Have My Money», «We Found Love» i «Work» entre les millors cançons de la dècada de 2010.
Amb més de 275 milions de discos venuts a tot el món, Rihanna és un dels artistes musicals amb majors vendes de tots els temps. Als Estats Units, ha venut més de 10 milions de discos. Nielsen SoundScan la va reconèixer com l'artista digital més venut al país, trencant un Rècord Guinness. Des l'u de juliol, 2015, l'Associació d'Indústria Discogràfica dels Estats Units (RIAA per les seves sigles en anglès) va anunciar que Rihanna havia superat els 100 milions de certificacions, d'or i platí, de senzills. Al aconseguir-ho, té el major nombre de certificacions digitals i és el primer i l'única artista a superar les 100 milions de certificacions en cançons. Fins a març de 2014, Rihanna havia venut més de 18 milions de senzills al Regne Unit. A més, és la desena artista més venuda i la segona artista femenina amb més ventes de senzills, només darrere de Madonna. També, ha venut més de 7 milions de discos fent-la la tercera artista femenina amb més ventes. Al Regne Unit, «Only Girl (In The World)» i «Diamonds» es troben entre les 40 cançons femenines més venudes de tots els temps. Les seves dos col·laboracions amb Eminem, «Love The Way You Lie» i « The Monster », juntament amb« Unfaithful »,« Umbrella »,« Disturbia »,« Live Your Life "," Rude Boy»,« Only Girl (In The World) »,« S & M »,« We Found Love »,« Diamonds »i« Stay », estan entre els senzills més venuts al món.
Va ocupar el lloc número u en la llista, de Forbes de les superestrelles més influents en les xarxes socials. Rihanna s'ha convertit en l'artista femenina més escoltada de tots els temps a Spotify amb més de 34 milions de subscriptors. A més, va ser la primera artista femenina a sobrepassar els 2 bilions de reproduccions en Apple Music. Es troba entre les celebritats amb més seguidors a Instagram amb 80,9 milions de seguidors (any 2020). És la tercera més seguida a Twitter entre artistes musicals amb 93 milions de seguidors. També és una de les cantants més seguides a Facebook amb més de 79 milions de seguidors. El seu canal de Youtube és un dels més subscrits. La feina de Rihanna ha influït directament a una sèrie d'artistes contemporanis com Lorde, Sam Smith, Little Mix, Selena Gomez, Justin Bieber, Ellie Goulding, Jennie Kim de Blackpink, Tegan and Sara,. Marilyn Manson, Sleater-Kinney Jessie J, Cover Drive, SZA, Fifth Harmony, Camila Cabello, Demi Lovato, Alexandra Stan, Grimes, i Cher Lloyd.

## Vida personal
El 2020, va tallar amb la seva parella del moment, Hassan Jameel, un empresari i bilionari saudita. Aleshores va sorgir el rumor que sortia amb el raper A$AP Rocky, cosa que no van fer oficial fins a l'any següent. El 2022, va néixer el seu primer fill en comú, anomenat Noah. Després de la seva actuació a la Super Bowl del 2023, el seu representant va confirmar que estava embarassada d'un segon fill amb A$AP Rocky.

## Rècords
- Artista digital més venuda de tots els temps, (350 milions de rècords).
- Artista amb més certificats de tots els temps.
- Artista amb més cançons certificades multi-platí en la història de la RIAA, als Estats Units
- Artista més venuda d'Estats Units (+146 milions) i el Regne Unit (30 milions).
- Artista femenina amb més streaming a nivell global, de tots els temps (50 milers de milions), a Spotify.
- Única artista a aconseguir certificar un interludi multi-platí, en la història de la música, «Birthday Cake».
- Única artista i la més jove a rebre el ICON American Music Awards, en 2013, amb tan sols 7 anys de carrera musical.
- Artista en rebre 2 premis icones en menys d'un any en camps diferents, ICON America Music Awards (novembre 2013) & Style ICON Award, CFDA Fashion Awards (juny 2014).
- Rihanna va ser l'artista més jove a rebre el MTV Video Vanguard en els MTV Vídeo Music Awards. Madonna i Rihanna són les més joves en aconseguir-ho.
- Millor artista negra solista de tots els temps, per Billboard, al costat de Janet Jackson i Whitney Houston.
- Artista més rica de tots els temps, per Forbes.
- Artista femenina en tenir una cançó «Diamonds» amb 1,000 dies dins d'iTunes Worldwide song, al costat d'Adele, «Hello».

### Dècada de 2010
- Artista de la dècada, per Insider.
- Millor artista femenina global 2012 i 2013, per Spotify.
- Millor artista femenina global 2015, 2016, i 2017 per Spotify.
- Artista més influent de 2019, per Vanity Fair.
- Artista amb més èxits núm. 1 en el Rhythmic Songs chart (17).
- 4ª artista de la dècada de 2010, per Billboard.
- Artista R & B / Hip-Hop de la dècada, per Billboard.
- Black Female Artist de la dècada, per Billboard.
- Única artista en aconseguir el núm.1 en Billboard Hot 100, en tots els gèneres populars (Balada, Pop, R & B, Dancehall …) en la dècada de 2010.
- Cançó femenina de la dècada de 2010, «We Found Love», per Billboard.
- Rihanna és l'artista femenina en guanyar els premis més prestigiosos en vídeos, aquesta dècada, al costat de Beyoncé, «MTV Video Music Awards: Vídeo Of The Year», «MTV Video Music Awards: Vanguard Michael Jackson», «Grammy Awards: Best Music vídeo ».
- «We Found Love» tercer vídeo musical més èxit de la dècada.
- 25 millor àlbum de la dècada, per Rolling Stone, «ANTI».

### Billboard Hot 100
- Rihanna és l'artista solista més jove i ràpida en aconseguir 14 singles núm.1.
- És l'única artista femenina en solitari en la història a obtenir 4 singles núm. 1 en un any.
- Rihanna és l'única artista en la història a obtenir set singles núm.1 de set àlbums consecutius.
- Rihanna és l'única artista femenina en la història en portar al cim 5 singles núm.1 en 1 sol any (2010) amb "Rude Boy", "Love The Way You Lie", "What 's My Name" i "Only Girl (In The World)".
- Rihanna es va convertir en la primera artista negra en la història a obtenir 30 èxits en el top 10 (2016). Per 2019, encara estableix el rècord.
- Rihanna ha passat 60 setmanes consecutives en el núm.1, solament sent superada per Mariah Carey (79 setmanes).
- L'artista femenina Hot 100 de la dècada.
- Rihanna ha passat més setmanes en el top 10 de l'Hot 100 que qualsevol artista femenina en la història (360 setmanes).
- Rihanna és l'artista amb més èxits núm.1 en aquesta dècada en Billboard hot 100, (9).
- Rihanna és l'única artista que va debutar en aquest mil·lenni que està en el top 10 dels 100 millors artistes de tots els temps de Billboard.

### Billboard 200
- ANTI és l'àlbum més llarg per una artista negra (200 setmanes) en els últims 61 anys d'història de Billboard 200
- ANTI és l'únic àlbum femení llançat el 2016 que roman més de 200 setmanes en el top.
- Rihanna és l'única artista a debutar al cim de Billboard 200 i Billboard Hot 100 al mateix temps de manera consecutiva, (2012) «Unapologetic - Diamonds» i (2016) «ANTI - Work.»
- ANTI de Rihanna s'uneix al Top 10 dels àlbums més llarg en tota la història de Billboard 200 (200 setmanes).
- ANTI es converteix en el quart àlbum femení en enquadrar en la llista Year-End Billboard 200 per 4 anys consecutius en aquesta dècada, unint-se a «21» d'Adele, «1989» de Taylor Swift i «Born To Die» de Lana Del Rei.

## Gires

### Gires Principals
- Rihanna: Live in Concert (2006)
- The Good Girl Gone Bad Tour (2007–2009)
- The Last Girl on Earth Tour (2010–2011)
- Loud Tour (2011)
- Diamonds World Tour (2013)
- Anti World Tour (2016)

### Co-Gires
- The Monster Tour (amb Eminem) (2014)

### Gires promocionals
- A Girl's Night Out (2008; sèrie de concerts benèfics per a Believe Foundation”)
- 777 Tour (2012; en suport del seu setè àlbum d'estudi «Unapologetic)»

## Discografia
- Music of the Sun (2005)
- Senzills més reconeguts : «Pon de Replay», «If it's Lovin'» «What You Want»
- A Girl Like Me (2006)
- Senzills més reconeguts :«SOS», «Unfaithful», «We Ride», «Break It Off»
- Good Girl Gone Bad (2007)
- Senzills més reconeguts :«Umbrella», «Shut Up And Drive», «Don't Stop The Music», «Hate That I Love You»
- Good Girl Gone Bad: Reloaded (2008)
- Senzills més reconeguts :«Take a Bow», «Disturbia», «Rehab»
- Rated R (2009)
- Senzills més reconeguts : «Wait Your Turn», «Russian Roulette», «Hard», «Rude Boy», «Rockstar 101», «Te Amo»
- Loud (2010)
- Senzills més reconeguts :«Only Girl (In The World)», «What's My Name», «S&M», «California King Bed», «Man Down», «Cheers»
- Talk That Talk (2011)
- Senzills més reconeguts :«We Found Love» «You Da One» «Talk That Talk» «Where Have You Been».
- Unapologetic (2012)
- Senzills més reconeguts : «Diamonds», «Stay» (amb Mikky Ekko), «Right Now» (amb David Guetta), «Pour It Up» i «What Now».
- ANTI(2016)
- «Work» (amb Drake) ,«Needed Me» i «Love on the Brain».
- Lift Me Up (2022)

## Filmografia selecta
- Bring It On: All or Nothing (2006)
- Battleship (2012)
- This Is the End (2013)
- Home (2015)
- Valerian i la ciutat dels mil planetes (Valerian and the City of a Thousand Planets) (2017)
- Ocean's 8 (2018)
- Guava Island (2019)

## Guardons
Premis
- 2014: Grammy al millor àlbum d'urbà contemporani

Nominacions
- 2008: Grammy a la cançó de l'any, juntament amb Jay-Z
- 2008: Grammy a la gravació de l'any, juntament amb Jay-Z
- 2011: Grammy a la cançó de l'any, juntament amb Eminem
- 2011: Grammy a la gravació de l'any, juntament amb Eminem
- 2012: Grammy a la cançó de l'any, juntament amb Kanye West
- 2012: Grammy a l'àlbum de l'any
- 2012: Grammy al millor àlbum de pop vocal
- 2017: Grammy a la gravació de l'any, juntament amb Drake
- 2017: Grammy al millor àlbum d'urbà contemporani